# Cyclops coecus
Cyclops coecus – gatunek widłonoga z rodziny Cyclopidae. Opisał go w 1866 roku Eduard Pratz w swojej pracy dyplomowej.